# Петер Цумтор
Петер Цумтор (нім. Peter Zumthor; * 26 квітня 1943, Базель) — швейцарський архітектор, лауреат Прітцкерівської премії 2009 року.

## Життєпис
Народився в Базелі в сім'ї мебляря. Відучившись п'ять років за фахом батька, він вирішив зайнятися архітектурою. З 1967 по 1979 роки він працював в департаменті охорони пам'ятників кантону Граубюнден, займаючись реставрацією, плануванням і консультаціями. У 1979 році, пішовши з посади консультанта з будівництва при уряді кантону, архітектор заснував власне бюро в комуні Гальденштайн, де і працює досі з 15 співробітниками. Цумтор береться тільки за ті проєкти, які дорогі його серцю. Наступні роки принесли йому з десяток значних нагород, а в 2008-му він отримав японську Імператорську премію, одну з найпрестижніших у світі. Premium Imperiale присуджує імператорська сім'я Японії за внесок в мистецтво. Петер Цумтор відзначений Архітектурною медаллю Фонду Томаса Джефферсона.
Петер Цумтор отримав престижну Прітцкеровськую премію 2009 року. Журі премії, що складається з іменитих архітекторів, письменників, дизайнерів і учених, відзначило його «вічні споруди, що живляться з культур, у яких вони виникли, і що проявляють пошану до оточення». «Його будівлям притаманна значна присутність, знов і знов демонструючи нам, що скромність в підходах і зухвалість результату не завжди є взаємозаперечними. Упокорювання іде поруч із силою», — мовиться в ухвалі журі.
Архітектор по присудженні премії нагадав, що завжди створює всю будівлю цілком. «Сподіваюся, ця премія дасть надію молоді: вони скажуть, якщо Цумтор робить так, то і в нас має вийти створювати цілу будівлю, а не малювати тільки деталі і фасади».
Лауреат Прітцкерівської премії, установленій власниками мережі готелів Hyatt в 1979 році, отримує 100 тисяч доларів і пам'ятний бронзовий медальйон. Церемонія вшановування Цумтора пройде в травні 2009 року в Буенос-Айресі.

### Архітектура

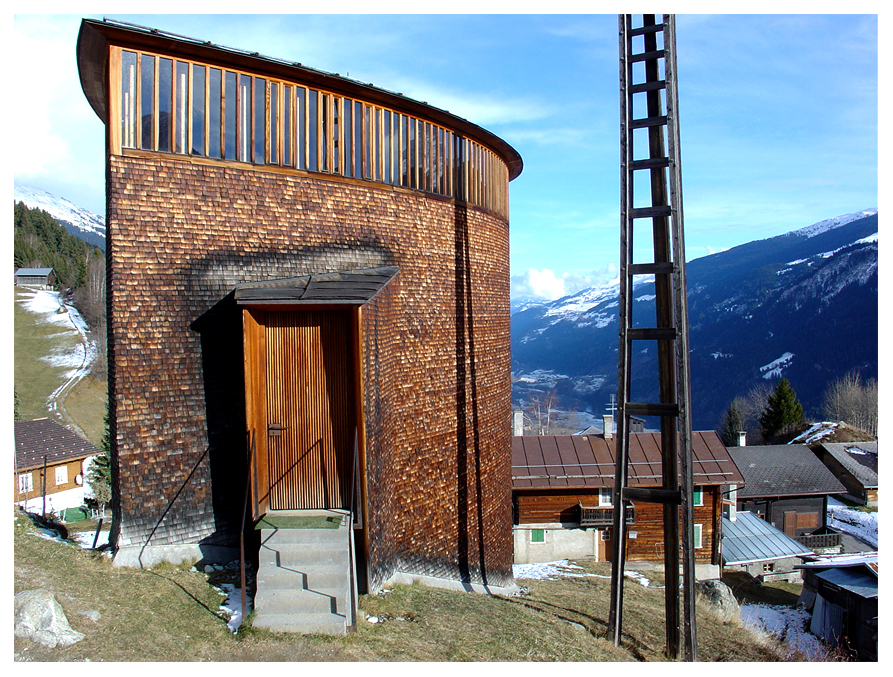
Каплиця святого Бенедикта

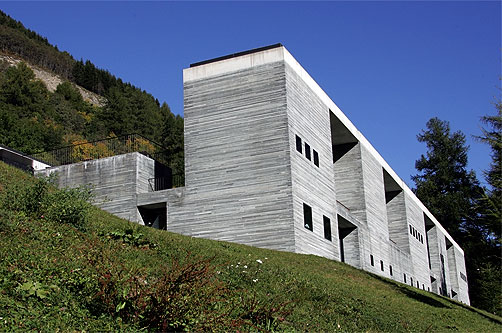
Термальні ванни у Вальсі

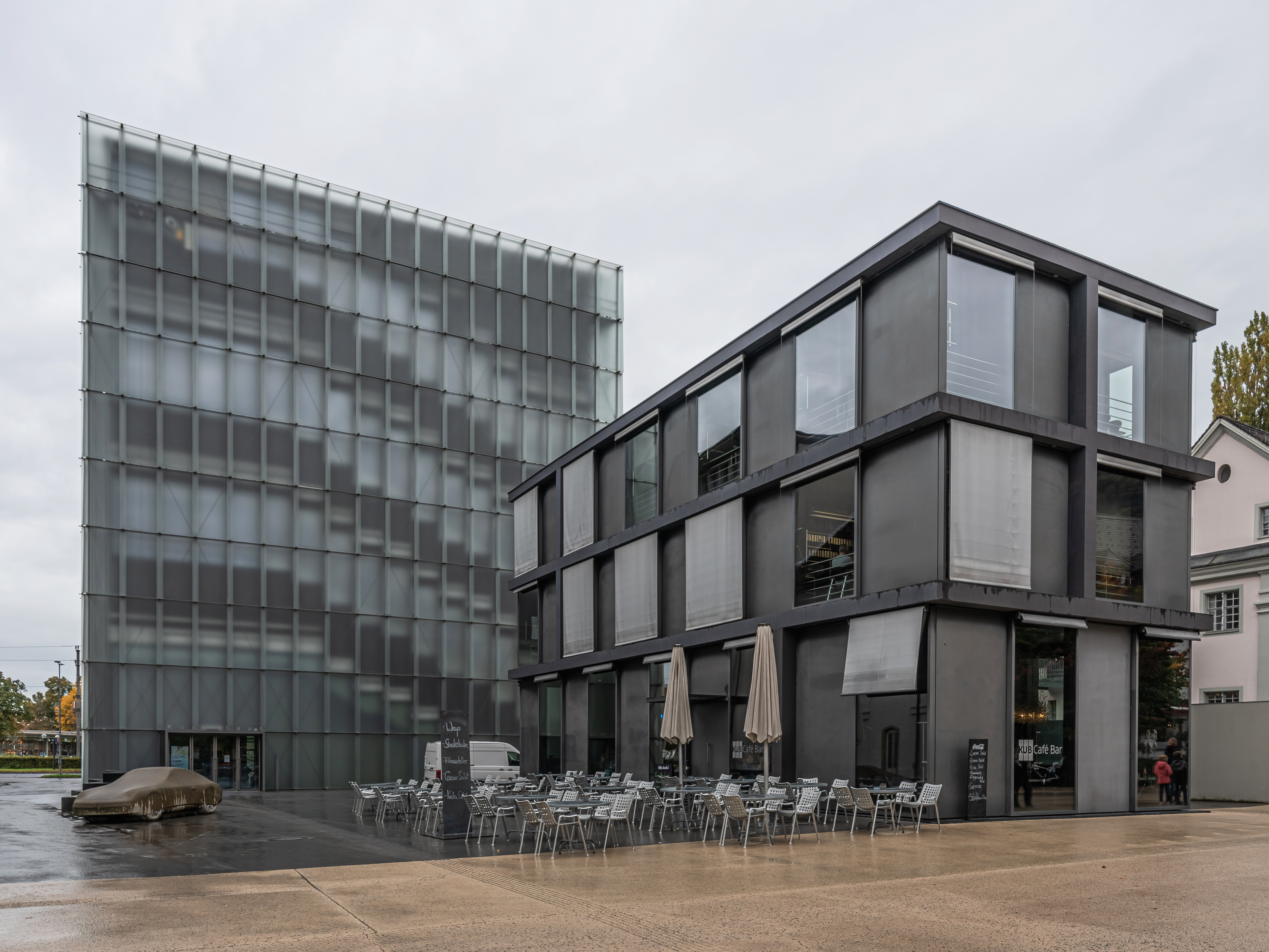
Kunsthaus Bregenz

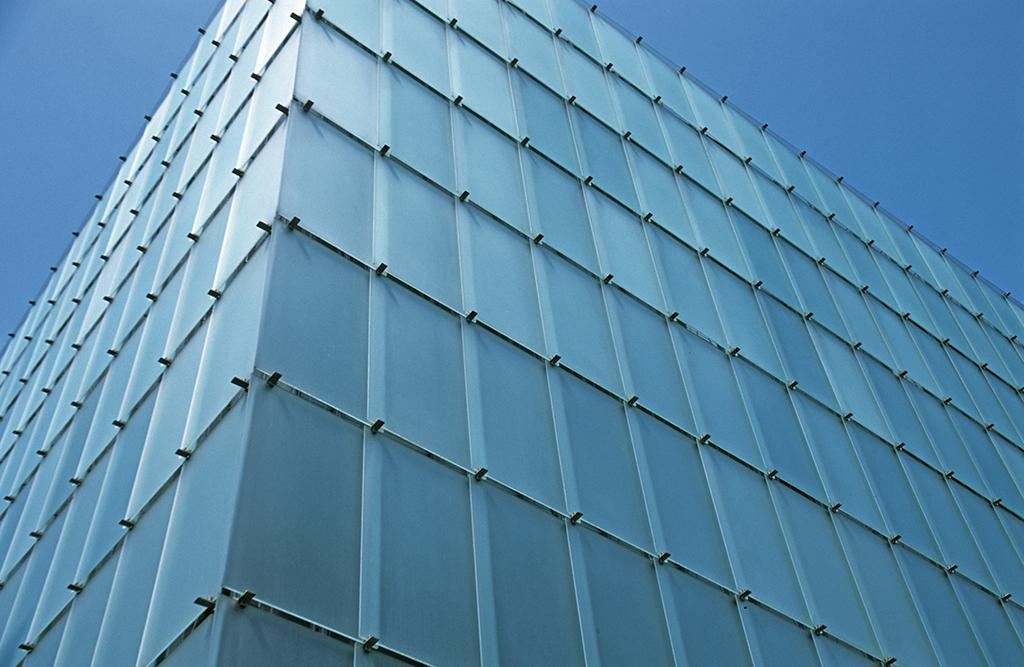
Вигляд скляного фасаду Kunsthaus Bregenz

Перша будівля, побудоване Петером Цумтором, знаходиться в комуні Курвальден: це спортивний зал і класні кімнати для місцевої початкової школи (1983). У скромних спорудах вгадується Цумтор майбутнього: лаконічні форми, нуль прикрас, багато світла, ретельна вписаність в ландшафт. 1986 року архітектор здійснив два проєкти: побудував будинок для своєї студії і придумав укриття для римських руїн в Курі. Дерев'яний будинок Цумтора виглядає, м'яко кажучи, непомітно, але він прямо-таки вшитий в навколишню архітектуру і гори. Прозоре, з хитрим дахом, укриття для археологічного пам'ятника нагадує одночасно сарай і акваріум, але воно аніскільки не руйнує оточення, а притягає погляд ніби нишком.
У 1988-му Цумтор побудував перше з своїх дійсно віртуозно простих і незабутніх будівель: каплицю святого Бенедикта. Це маленька і криволінійна споруда, зведена замість зруйнованої лавиною попередниці, ловить світло з усіх боків, підносячись над селом. Каплиця цілком побудована з модрини, в ній немає жодної потинькованої деталі, вона легка і прозора. До тріумфу Цумтора в Європі залишалося 12 років. За ці роки він «лише» і встиг побудувати в Курі, столиці Граубюндена, художній музей і будинок для старих, житловий блок в Базелі, а заразом реконструювати старовинний (XVII століття) сільський будинок, що тепер показується як зразок такту в архітектурі.
Комплекс термальних ванн у Вальсі приніс Цумтору, нарешті, славу. Ніяких особливих хитрощів, тільки бетон і гнейс, низькі плоскі дахи, світло, що проникає знизу і зверху. Будівля настільки скромна, що якщо дивитися на гори позаду нього, то забуваєш про існування цумторова комплексу. Ніякого підкорення природи, а тільки суцільне їй підпорядкування, мімікрія.
Після блискучого вальського проєкту на Цумтора посипалися пропозиції, і вже не тільки з кантону Граубюнден, але і від замовників з інших країн. Він побудував музей в австрійському Брегенці, звів в Ганновері павільйон Швейцарії для Всесвітньої виставки, що частково повторює досліди каплиці святого Бенедикта і «дому» для руїн в Курі. У нього вийшла легка і простодушна конструкція, що розчиняється в повітрі, варто тільки відвернутися від неї.
У 1997-му Цумтор почав будувати в Берліні на місці штабу гестапо музей під назвою «Топографія терору», але у міської влади не вистачило грошей, щоб завершити проєкт, і жителі німецької столиці кілька років дивилися на сюрреалістичний каркас неіснуючої будівлі, яку врешті-решт знесли в 2004-му. Мабуть, це — єдина його споруда з нещасливою долею.
На рахунку Цумтора є такі чудові роботи, як музей «Колумба» Кельнського діоцеза (будівля побудована над уламками зруйнованою бомбами пізньоготичної церкви) і каплиця святого Миколи фон дер Флюе в німецькому Айфелі, декілька невеликих готелів і пара незавершених проєктів. Не так вже багато за нинішніми мірками: прітцкерівській лауреат-2008 Жан Нувель вже побудував 68 будівель, а проєктів в роботі у нього мало не ще стільки ж. І проте, скромна досконалість церков, будинків і музеїв Цумтора означають для архітектури нітрохи не менше, ніж хмарочоси, гігантські театри і конференц-зали. «Я вірю, що архітектура — це простір і матеріал», — говорить Цумтор.

## Виноски
1. ↑  Bibliothèque nationale de France BNF: платформа відкритих даних — 2011.
2. ↑  Pogrebin, Robin (12 квітня 2009). Pritzker Prize Goes to Peter Zumthor. The New York Times (амер.). ISSN 0362-4331. Процитовано 28 листопада 2023.
3. ↑  Swiss architect Zumthor wins Pritzker
4. ↑  Artinfo.com. www.artinfo.com. Процитовано 28 листопада 2023.